# MID-FM (Умань)
MID-FM — місцева інформаційно-розважальна радіостанція яка мовить в місті Умань, входить до уманського медіахолдингу «MID». FM-мережа покриває місто Умань та прилеглі райони Черкаської, Вінницької та Кіровоградської областей. Мовлення радіостанція здійснює також у мережі Інтернет.

## Покриття
В FM-діапазоні ефір станції покриває території міста Умань, Уманського, Христинівського, Маньківського та Жашківського районів Черкаської області, Новоархангельського району Кіровоградської області та Теплицького району Вінницької області.

## Частота мовлення
- Умань — 103.4 FM